# 被爆建造物
被爆建造物（ひばくけんぞうぶつ）は、爆撃によって被害を受けて、被爆した建造物（遺構）。戦争遺跡の一種。特に原子爆弾や水素爆弾によるものを指すことが多く、この場合被曝建造物とも表記される。また、被爆樹木、 被爆電車についても一部述べる。

## 概要
被爆建造物の歴史は爆撃の歴史と重なる。建造物は爆撃の際に目印となり、付近の人共々破壊されていった。争いがおさまるとそれら建造物は危険な廃墟となり、大部分は都市開発や老朽化に伴い取り壊されるも、一部は戦史教育の為のモニュメントとして残された。
湾岸戦争以降、空爆の比重は高まりそれにより命中精度が上がり無差別的に攻撃することはなくなってきているが、それでも被爆建造物が全くでないことはない。
被爆樹木は被爆建造物と同様に扱われるが、生物学的に見れば被爆者と同じである。

## 日本
太平洋戦争時、日本本土空襲により多くの建造物が破壊され現在も遺構として残っているが、日本で特に被爆建造物と呼ばれるものは、1945年8月6日の広島市への原子爆弾投下および同月9日の長崎市への原子爆弾投下から残った建造物のことを指す。
1960年代、倒壊の危険をはらんだ廃墟であるため、また保存より復興を望むものや忘れてしまいたい過去を捨て去りたい思いから、これらを取り壊したい市民と、歴史の証人として残したい市民とで論争が起こる。中でも激しい論争があったのが原爆ドームである（詳細は原爆ドーム#「原爆ドーム」としての再出発参照）。近年は、歴史の語りべとなりえる被爆者が年々少なくなってきていることもあり、これらを取り壊すことに否定的な意見が多くなってきている。
木造建造物が火災により焼失したり、老朽化に伴い取り壊されたり、と当時の姿を留めているものは年々少なくなっている。また、残されたものの用途が決まらないまま放置されているものもある。一方で、改築され使用されているものもあり、資料館になるものや、店舗や工場など現役のものもある。
50年目の節目が近づいた1990年代前半から、両市は被爆建造物を洗い直し正式にリストアップし、民間施設の場合は保全のために費用の3/4・上限3,000万円の助成金を出すなど被爆建造物保存事業を展開している。当初登録数は広島市で103件・長崎市で46件であったが、被爆70年目にあたる2015年までに広島市で17件・長崎市で13件が取り壊されている。特に民間所有のものは老朽化に加え耐震補強がかさむことから費用の問題のため取り壊しが進み、行政側としては財産権があるため強制的な存続要望は出来ないでいる。一方で、リストアップしていないものにも著名な被爆遺構はあり、更に後の調査で新たに登録されたものもある。

### 広島
広島市は1993年、爆心地から5km以内に現存する被爆建造物をそれぞれ「被爆建物」「被爆樹木」「被爆橋梁」台帳に登録している。その保存事業第1号適用として、広島赤十字・原爆病院旧建物の壁の一部が切り取られ、歩行者から見えるように敷地内の広島県道243号広島港線側に移設された。また、「被爆電車」として広島電鉄650形電車が現役で走行、ガラスなどが突き刺さった「被爆ピアノ」も知られている。
1996年原爆ドームが世界遺産に登録されると、危機遺産リスト登録回避のために活発な周辺保全活動が行われており、周辺の土地開発や被爆建物存続に多大な影響を与えている（詳細は原爆ドーム#危機遺産への登録問題、レストハウス (広島市)#保存問題、広島市民球場 (初代)#跡地利用に関する市の動き参照）。
広島市の台帳には、被爆当初は広島市外だった祇園町にある、熊野神社なども掲載されている。また5km圏内で考えた時に、広島市外の府中町内にあり、リストに掲載されていないキリンビール広島工場も被爆時の記録が残っていた。
2015年には、新たに鶴羽根神社・手水舎および本川公衆便所が被爆建物に登録された。
2023年現在でも、広島陸軍被服支廠や広島大学旧理学部1号館などの保存に関する議論が行われている。
また、平和記念公園レストハウス、旧日本銀行広島支店、本川小学校平和資料館、袋町小学校平和資料館、中国軍管区司令部跡、多聞院鐘楼が「広島原爆遺跡」として国史跡に指定するよう答申されている。

### 長崎
長崎市は1995年、被爆を視覚的に伝えられる爆風や熱線の跡が残っているものを「被爆建造物」に指定。その中で、重要度や被害状況によりAからDの4ランクに区分した。
しかし、被爆の状況を視覚的に伝えられるものは、広島と比べると極めて少ない。このような状況となったのは、第2の被爆地であること、爆心地が市中心部から離れた浦上地区であり、保存可能な石造やコンクリート建築が比較的少なかったこと、長崎における被爆のシンボルとなりうる浦上天主堂が当事者であるカトリック長崎司教の山口愛次郎と田川務長崎市長の意向により取り壊されたことなどから激しい存続論争に発展せず、市民が存続より復興や土地開発を優先したためである。また爆心地周辺は山際で平野部が狭いため活用できる土地自体が少ないという点もある。更に、両市には反核活動に違いがあり（詳細は怒りの広島 祈りの長崎参照）、市の財政の差もある（政令指定都市の広島市に対し長崎市は中核市）。
1988年に爆心地から0.6キロメートルにあった山里小学校の被爆校舎が解体される際、被爆者や市民から｢被爆の証人｣として解体を惜しむ声があった。それに対して長崎市教育委員会は新聞上で｢形あるものはいずれ風化する。平和教育の一環として、精神面で継承する方が効果的｣との見解を示した。同校舎は同年8月より解体され、現在は長崎原爆資料館にて壁の一部と裏門の門柱のみが保存されている。
広島と同様に長崎で保存活動が活発化したのは、1992年長崎刑務所浦上刑務支所跡で遺構が見つかって以降のことになる。
2023年現在、旧城山国民学校校舎、浦上天主堂旧鐘楼、旧長崎医科大学門柱、山王神社二の鳥居が「長崎原爆遺跡」として国史跡指定を受けている。

## 備考

### 残留放射能
広島型原爆規模で計算すると、強く影響があるのは被爆後100時間、被爆前と同じレベルに戻るのは1年とされている。よって、現在日本にある被爆建造物から人体に影響を及ぼすほどの放射線は発生していない。
未だ爆弾による放射線が発生していると誤解されているのは理由がある。広島原爆投下2日後の1945年8月8日付ワシントン・ポストに、「原爆の脅威にさらされた地域は約70年間放射線が消えないと実験で示された」とマンハッタン計画に携わったハロルド・ジェイコブソンの談話が載った。これにアメリカ政府は糾弾を恐れすぐさまもみ消しにかかり、ロバート・オッペンハイマーがこれを否定し後にジェイコブソンも自身の発言を否定した。一方でアメリカは未だ降伏しない日本に対し「広島は75年間人畜の生存を許さぬ土地となった。また被害調査のため学者を派遣するごとき行為は自殺に等しい。」と情報操作をした。
終戦後の同年8月下旬、これをソースに朝日新聞や毎日新聞などの各紙が70年あるいは75年生物不毛説を報道した。これに加え、投下後に入市被爆した被爆者が数多くいる事から、建造物もいまだに人体に悪影響があると一部で風説が残っている。さらに放射性物質が消えたことに関しては、原爆投下1ヶ月後に上陸した大型台風の枕崎台風により洗い流されたという説もある。
また、戦後アメリカの主要な核実験場（クロスロード作戦）として有名なビキニ環礁も、現在では短期間の滞在では問題ないレベルまで下がっている。
被曝線量の測定目安にはレンガ建築物が適しており、レンガの中に含まれる石英の結晶は、何十年、何百年経っても放射線量を記録している（ガンマ線が照射されると結晶に電子的な傷がつく）ため、この石英を取り出し、測定（500℃に加熱することで元の状態に戻り、その際に光＝ルミネッセンスが発せられ、その発光強度は吸収量に比例）することで、どの程度の線量を被曝したかがわかる。

### 放射線遮断能力
広島逓信病院（広島はくしま病院の前身）院長の蜂谷道彦は、広島原爆からの被爆からほぼ1ヶ月以内にあたる8月23日から9月19日において生存被爆者の白血球数を検査し、爆心地からの距離と遮蔽状況で分類した（なお白血球の基準下限値は3300から4000/μl）。
|                       |               | 遮蔽状況  | 遮蔽状況 | 遮蔽状況  | 遮蔽状況  | 遮蔽状況 | 遮蔽状況  | 遮蔽状況  | 遮蔽状況 | 遮蔽状況 |
| 屋外                  | 屋外          | 屋外      | 木造屋内 | 木造屋内  | 木造屋内  | RC屋内   | RC屋内    | RC屋内    |          |          |
| --------------------- | ------------- | --------- | -------- | --------- | --------- | -------- | --------- | --------- | -------- | -------- |
| 平均値                | 標準 誤差     | 被験 者数 | 平均値   | 標準 誤差 | 被験 者数 | 平均値   | 標準 誤差 | 被験 者数 |          |          |
| 爆心地 からの 距離(m) | 0 - 500       | -         | -        | 0         | 2,200     | -        | 1         | 3,004     | 670      | 17       |
| 爆心地 からの 距離(m) | 500 - 1,000   | 2,133     | 不明     | 7         | 2,701     | 504      | 28        | 3,114     | 866      | 14       |
| 爆心地 からの 距離(m) | 1,000 - 1,300 | 2,980     | 1,089    | 10        | 3,797     | 796      | 43        | 4,540     | 941      | 16       |
| 爆心地 からの 距離(m) | 1,300 - 2,000 | 4,050     | 800      | 5         | 4,025     | 355      | 8         | -         | -        | -        |

以上より、屋外より屋内の方が、木造より鉄筋コンクリート(RC)建造物のほうが白血球減少が少ない結果が出ていることから、建造物は放射線に対する一定量の遮蔽能力があるとわかる。ちなみに広島原爆における最も近い位置での生存被爆者は、爆心地から170mの位置にあったRC建造物レストハウスの地下にいた人物であり、彼は1982年84歳まで生きている。
なお、このデータはあくまで広島型原爆でのものであり、長崎のケースや水素爆弾・中性子爆弾などにおいてはこの限りではない。

## 広島市の現存リスト
広島市公式 にリストアップされているものを列挙。

### 被爆建物
非木造とは、SRC構造かRC構造。
| 現名                                                | 現所有           | 構造   | 爆心地から の距離(km) | 被爆時の名称                   | 設計者 （判明分のみ）  |
| --------------------------------------------------- | ---------------- | ------ | --------------------- | ------------------------------ | ---------------------- |
| 原爆ドーム                                          | 市               | 非木造 | 0.16                  | 広島県産業奨励館               | ヤン・レッツェル       |
| 平和記念公園レストハウス                            | 市               | 非木造 | 0.17                  | 燃料会館                       | 増田清                 |
| 広島アンデルセン                                    | アンデルセン     | 非木造 | 0.36                  | 帝国銀行広島支店               | 長野宇平治             |
| 旧日本銀行広島支店                                  | 日本銀行         | 非木造 | 0.38                  | 日本銀行広島支店               | 長野宇平治             |
| 本川小学校平和資料館                                | 市               | 非木造 | 0.41                  | 本川国民学校                   | 増田清                 |
| 袋町小学校平和資料館                                | 市               | 非木造 | 0.46                  | 袋町国民学校                   |                        |
| 本川公衆便所                                        | 広島市           | 非木造 | 0.48                  | 同現名                         |                        |
| 福屋百貨店                                          | 福屋             | 非木造 | 0.71                  | 同現名                         | 渡辺仁                 |
| 中国軍管区司令部跡                                  | 市               | 非木造 | 0.79                  | 中国軍管区司令部防空作戦室     |                        |
| 広島市役所旧庁舎資料展示室                          | 市               | 非木造 | 1.02                  | 広島市役所                     | 増田清                 |
| NTT十日市ビル1棟                                    | 日本電信電話     | 非木造 | 1.08                  | 広島中央電話局西分局           | 山田守                 |
| 広島逓信病院旧外来棟                                | 市               | 非木造 | 1.37                  | 広島逓信病院外来棟             | 山田守                 |
| 広島大学旧理学部1号館                               | 市               | 非木造 | 1.42                  | 広島文理科大学 (旧制)          |                        |
| 多聞院・鐘楼                                        | 多聞院           | 木造   | 1.75                  | 同現名                         |                        |
| 鶴羽根神社・手水舎                                  | 鶴羽根神社       | 木造   | 1.81                  | 同現名                         |                        |
| 頼山陽文徳殿                                        | 市               | 非木造 | 1.82                  | 同現名                         |                        |
| 明泉寺・山門                                        | 明泉寺           | 木造   | 1.90                  | 同現名                         |                        |
| 広島電鉄千田町変電所・事務所                        | 広島電鉄         | 非木造 | 1.92                  | 広島電鉄千田町変電所・資材倉庫 |                        |
| 浄光寺・山門                                        | 浄光寺           | 木造   | 2.10                  | 同現名                         |                        |
| 広島東照宮                                          | 同左             | 木造   | 2.10                  | 同現名                         |                        |
| 安楽寺・本堂                                        | 安楽寺           | 木造   | 2.19                  | 同現名                         |                        |
| 歴清社倉庫                                          | 歴清社           | 非木造 | 2.20                  | 久永金紙押紙工場               |                        |
| 己斐調整場送水ポンプ室                              | 市水道局         | 非木造 | 2.31                  | 同現名                         |                        |
| 尾長天満宮                                          | 同左             | 木造   | 2.60                  | 同現名                         |                        |
| 國前寺                                              | 同左             | 木造   | 2.60                  | 同現名                         |                        |
| 真宗学寮・講堂・寮舎                                | 同左             | 木造   | 2.62                  | 同現名                         |                        |
| 旧日本通運出汐倉庫1-3号棟                           | 県               | 非木造 | 2.67                  | 広島陸軍被服支廠               |                        |
| 旧日本通運出汐倉庫4号棟                             | 中国財務局       | 非木造 | 2.67                  | 広島陸軍被服支廠               |                        |
| 光徳寺・納骨堂                                      | 光徳寺           | 非木造 | 2.68                  | 同現名                         |                        |
| 広島大学附属中学校・高等学校講堂                    | 広島大学         | 非木造 | 2.69                  | 広島高等学校 (旧制)講堂        |                        |
| 善法寺・本堂・庫裏                                  | 善法寺           | 木造   | 2.74                  | 同現名                         |                        |
| 広島大学医学部医学資料館                            | 広島大学         | 非木造 | 2.75                  | 広島陸軍兵器補給廠             |                        |
| 蓮照寺・本堂                                        | 蓮照寺           | 木造   | 2.75                  | 同現名                         |                        |
| 旧濾過調整池上屋                                    | 市               | 非木造 | 2.77                  | 牛田水源地濾過調整池上屋       |                        |
| 舟入神社                                            | 同左             | 木造   | 2.78                  | 同現名                         |                        |
| 広島市水道資料館                                    | 市               | 非木造 | 2.80                  | 牛田水源地送水ポンプ室         |                        |
| 水道資料館別館ビデオルーム                          | 市               | 非木造 | 2.80                  | 牛田水源地送水量水室           |                        |
| 旭山神社                                            | 同左             | 木造   | 2.80                  | 同現名                         |                        |
| 浜田樹苗園給水塔                                    | 浜田樹苗園       | 非木造 | 2.83                  | 日本麻紡績(株)給水塔           |                        |
| 新庄之宮神社・本殿・拝殿                            | 新庄之宮神社     | 木造   | 2.90                  | 同現名                         |                        |
| 光西寺・本堂                                        | 光西寺           | 木造   | 2.93                  | 同現名                         |                        |
| 妙法寺・本堂・庫裏                                  | 妙法寺           | 木造   | 2.94                  | 同現名                         |                        |
| 浄修院・本堂                                        | 浄修院           | 木造   | 3.01                  | 同現名                         |                        |
| 三瀧寺 想親観音堂・鐘楼・稲荷社・三鬼権現堂・鎮守堂 | 三瀧寺           | 木造   | 3.18                  | 同現名                         |                        |
| 広島市郷土資料館                                    | 市               | 非木造 | 3.21                  | 宇品陸軍糧秣支廠（缶詰工場）   |                        |
| 観音寺・本堂                                        | 観音寺(山根)     | 木造   | 3.26                  | 同現名                         |                        |
| 稲生神社・本殿・渡殿                                | 稲生神社(西霞)   | 木造   | 3.34                  | 同現名                         |                        |
| 海神宮                                              | 同左             | 木造   | 3.36                  | 同現名                         |                        |
| 地蔵寺・本堂・庫裏                                  | 地蔵寺（北大河） | 木造   | 3.44                  | 同現名                         |                        |
| 真幡神社（黄幡社）                                  | 真幡神社         | 木造   | 3.44                  | 同現名                         |                        |
| 海宝寺・山門                                        | 海宝寺           | 木造   | 3.47                  | 同現名                         |                        |
| 衣羽神社・本殿・拝殿・手水舎                        | 衣羽神社         | 木造   | 3.59                  | 同現名                         |                        |
| 邇保姫神社・手水舎                                  | 邇保姫神社       | 木造   | 3.62                  | 同現名                         |                        |
| 広島市江波山気象館                                  | 市               | 非木造 | 2.63                  | 広島地方気象台                 |                        |
| 大歳神社・本殿・拝殿                                | 大歳神社         | 木造   | 3.64                  | 同現名                         |                        |
| 長束神社・本殿                                      | 長束神社         | 木造   | 3.69                  | 同現名                         |                        |
| 穴神社                                              | 同左             | 木造   | 3.84                  | 同現名                         |                        |
| 不動院                                              | 同左             | 木造   | 3.90                  | 同現名                         |                        |
| 本浦説教所                                          | 同左             | 木造   | 3.95                  | 同現名                         |                        |
| 最勝寺・本堂・門・庫裏                              | 最勝寺           | 木造   | 3.95                  | 丹那説教所                     |                        |
| 覚法寺・本堂・庫裏                                  | 覚法寺           | 木造   | 3.96                  | 同現名                         |                        |
| 蓮光寺・門・観音堂                                  | 蓮光寺           | 木造   | 4.02                  | 同現名                         |                        |
| 熊野神社                                            | 同左             | 木造   | 4.15                  | 同現名                         |                        |
| マツダ宇品工場                                      | マツダ           | 非木造 | 4.16                  | 陸軍船舶練習部                 |                        |
| JR貨物広島車両所                                    | 日本貨物鉄道     | 非木造 | 4.25                  | 広島鉄道局広島工機部           |                        |
| 観音寺・本堂・鐘楼                                  | 観音寺(黄金山)   | 木造   | 4.25                  | 同現名                         |                        |
| 千暁寺・本堂                                        | 千暁寺           | 木造   | 4.31                  | 同現名                         |                        |
| イエズス会聖ヨハネ修道院（黙想の家）                | イエズス会       | 木造   | 4.50                  | イエズス会長束修練院           | イグナチオ・グロッパー |
| 竈神社                                              | 同左             | 木造   | 4.52                  | 同現名                         |                        |
| 萬休寺・本堂・山門・庫裏                            | 萬休寺           | 木造   | 4.60                  | 同現名                         |                        |
| 西福寺・本堂・庫裏・山門                            | 西福寺           | 木造   | 4.62                  | 同現名                         |                        |
| 旧広島県港湾事務所                                  | 県広島港湾振興局 | 木造   | 4.64                  | 宇品警察署                     |                        |
| 龍宮神社                                            | 同左             | 木造   | 4.78                  | 同現名                         |                        |
| 熊野神社・本殿                                      | 熊野神社         | 木造   | 4.80                  | 同現名                         |                        |
| 慈光寺・山門                                        | 滋光寺           | 木造   | 4.93                  | 同現名                         |                        |
| 鷺森神社                                            | 同左             | 木造   | 4.93                  | 同現名                         |                        |
| 海蔵寺・本堂・山門                                  | 海蔵寺           | 木造   | 4.95                  | 同現名                         |                        |
| 光明寺                                              | 同左             | 木造   | 4.96                  | 日宇那説教所                   |                        |
| 狐瓜木神社・本殿・拝殿                              | 狐瓜木神社       | 木造   | 4.98                  | 同現名                         |                        |
| 浄教寺・本堂・山門・南門・経堂                      | 浄教寺           | 木造   | 4.98                  | 同現名                         |                        |
| 教専寺・本堂・経堂                                  | 教専寺           | 木造   | 4.99                  | 同現名                         |                        |
| 専念寺・本堂・鐘楼                                  | 専念寺           | 木造   | 4.99                  | 同現名                         |                        |
| 胡子神社・本殿・拝殿                                | 胡子神社(草津)   | 木造   | 5.00                  | 同現名                         |                        |
| 稲生神社                                            | 稲生神社(草津)   | 木造   | 5.00                  | 同現名                         |                        |
| 草津八幡神社・本殿・拝殿                            | 草津八幡神社     | 木造   | 5.00                  | 同現名                         |                        |
| 西楽寺・本堂                                        | 西楽寺           | 木造   | 5.00                  | 同現名                         |                        |

### 被爆橋梁
| 橋名     | 構造 | 爆心地から の距離(km) | 路線名                          | 交差物件 | 備考     |
| -------- | ---- | --------------------- | ------------------------------- | -------- | -------- |
| 京橋     | 鋼橋 | 1.38                  | 市道南3区7号線                  | 京橋川   |          |
| 栄橋     | RC橋 | 1.51                  | 市道南1区6号線                  | 京橋川   |          |
| 比治山橋 | RC橋 | 1.71                  | 市道南3区183号線                | 京橋川   |          |
| 猿猴橋   | RC橋 | 1.82                  | 市道南1区12号線                 | 猿猴川   | 市内最古 |
| 荒神橋   | RC橋 | 1.91                  | 広島市道天満矢賀線/広島電鉄本線 | 猿猴川   | 併用橋   |
| 観光橋   | RC橋 | 2.56                  | 宮島街道                        | 八幡川   |          |

### 被爆樹木

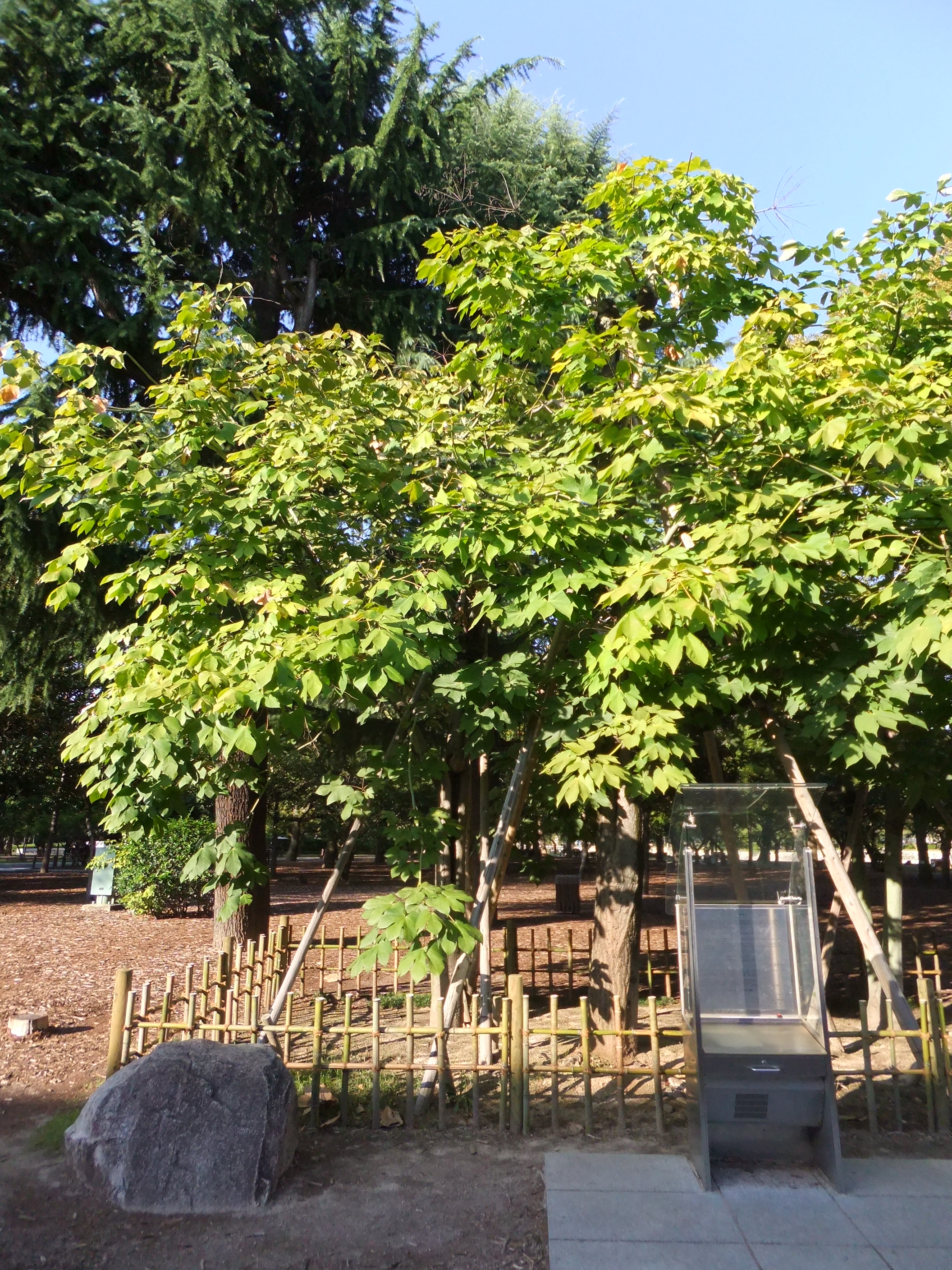
被爆アオギリ
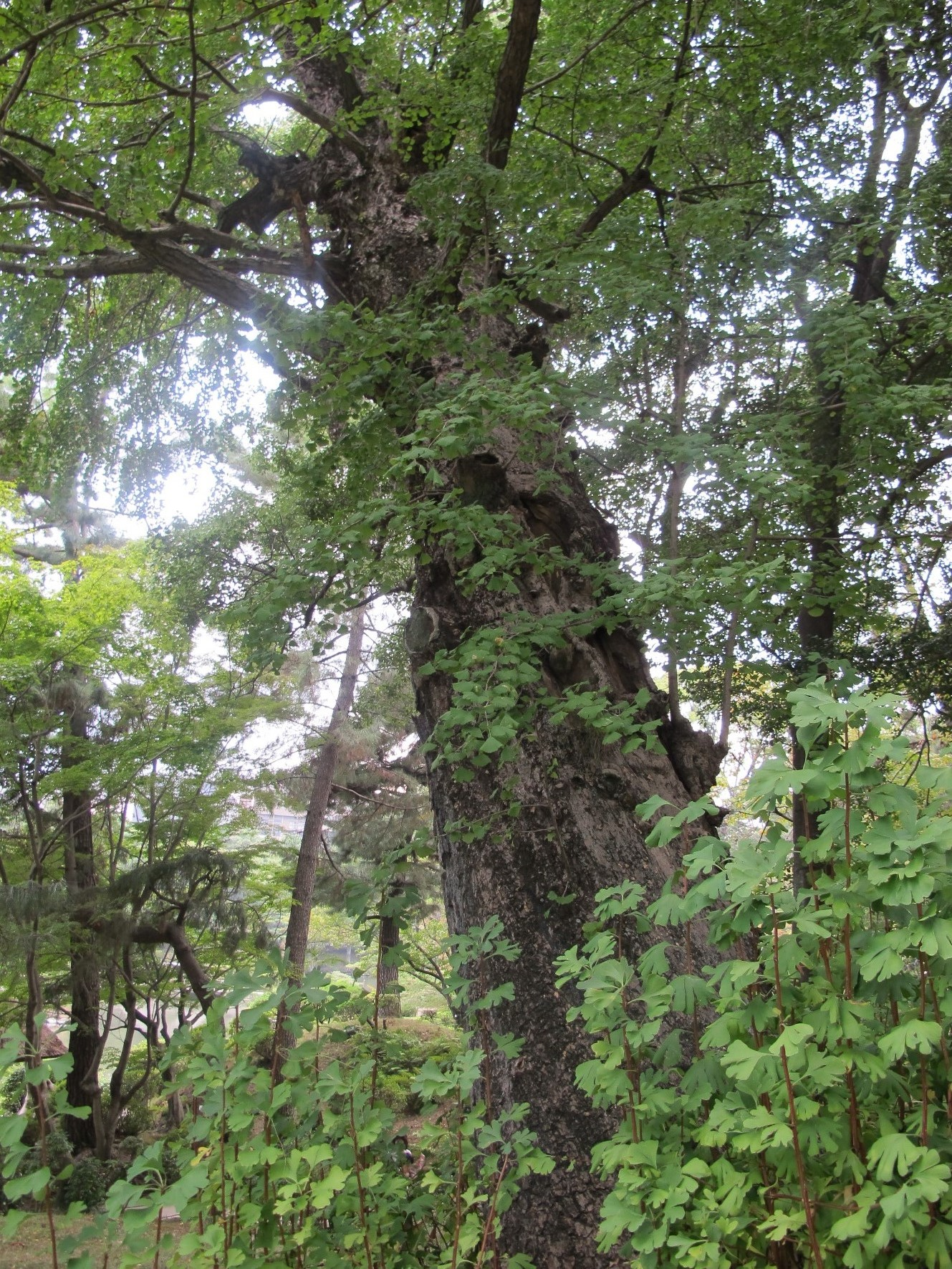
被爆大銀杏（縮景園）
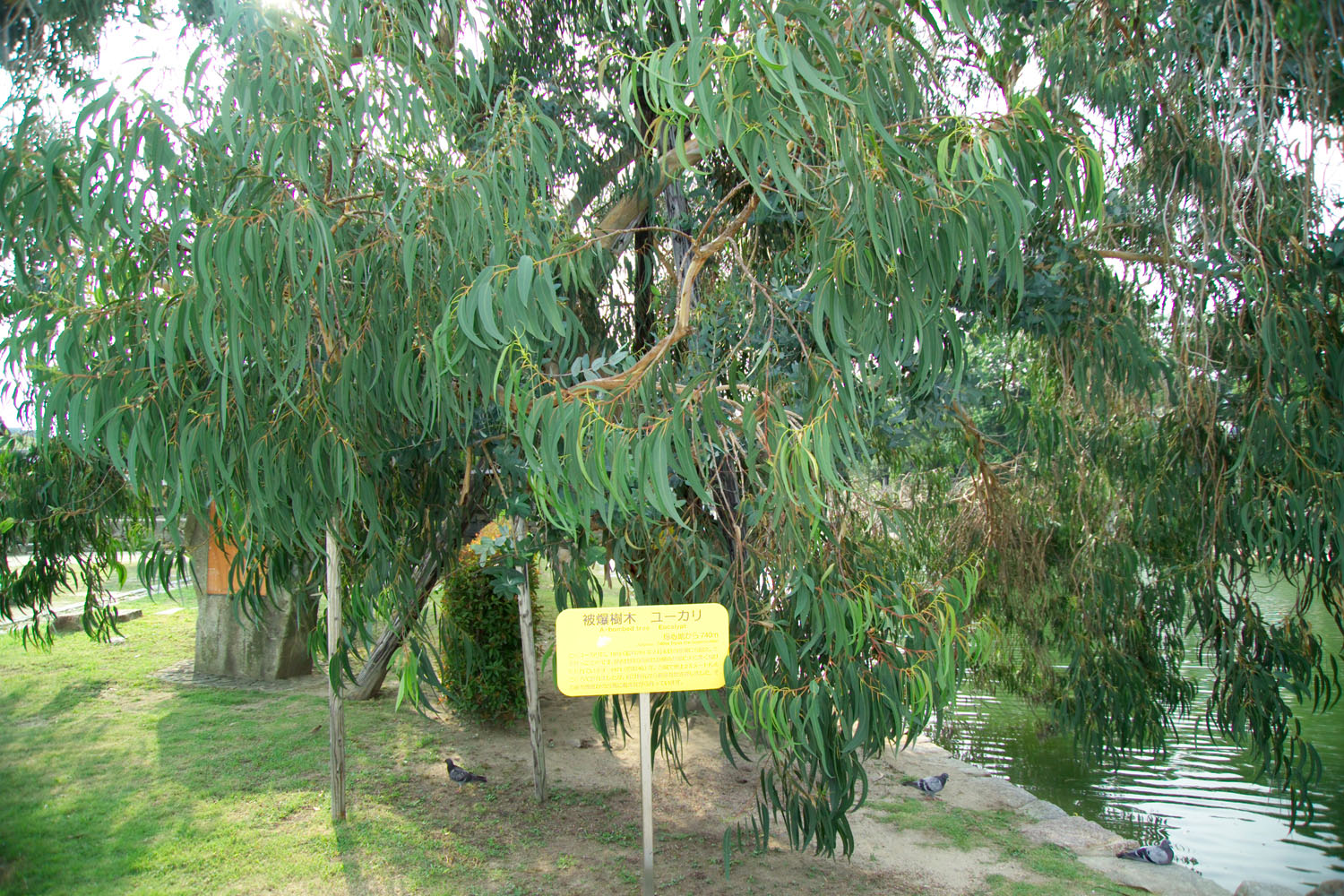
被爆ユーカリ（広島城）
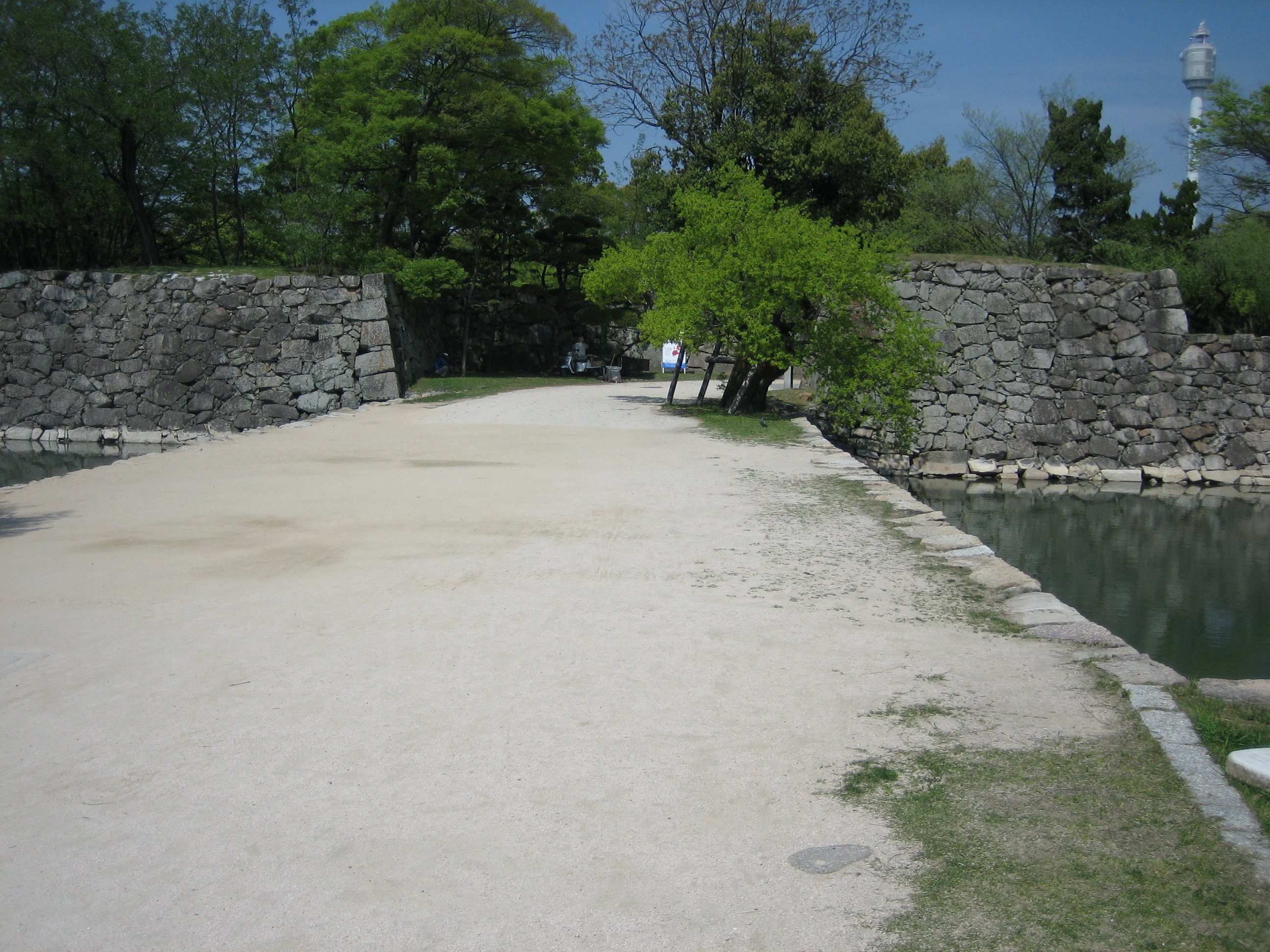
被爆マルバヤナギ（広島城）
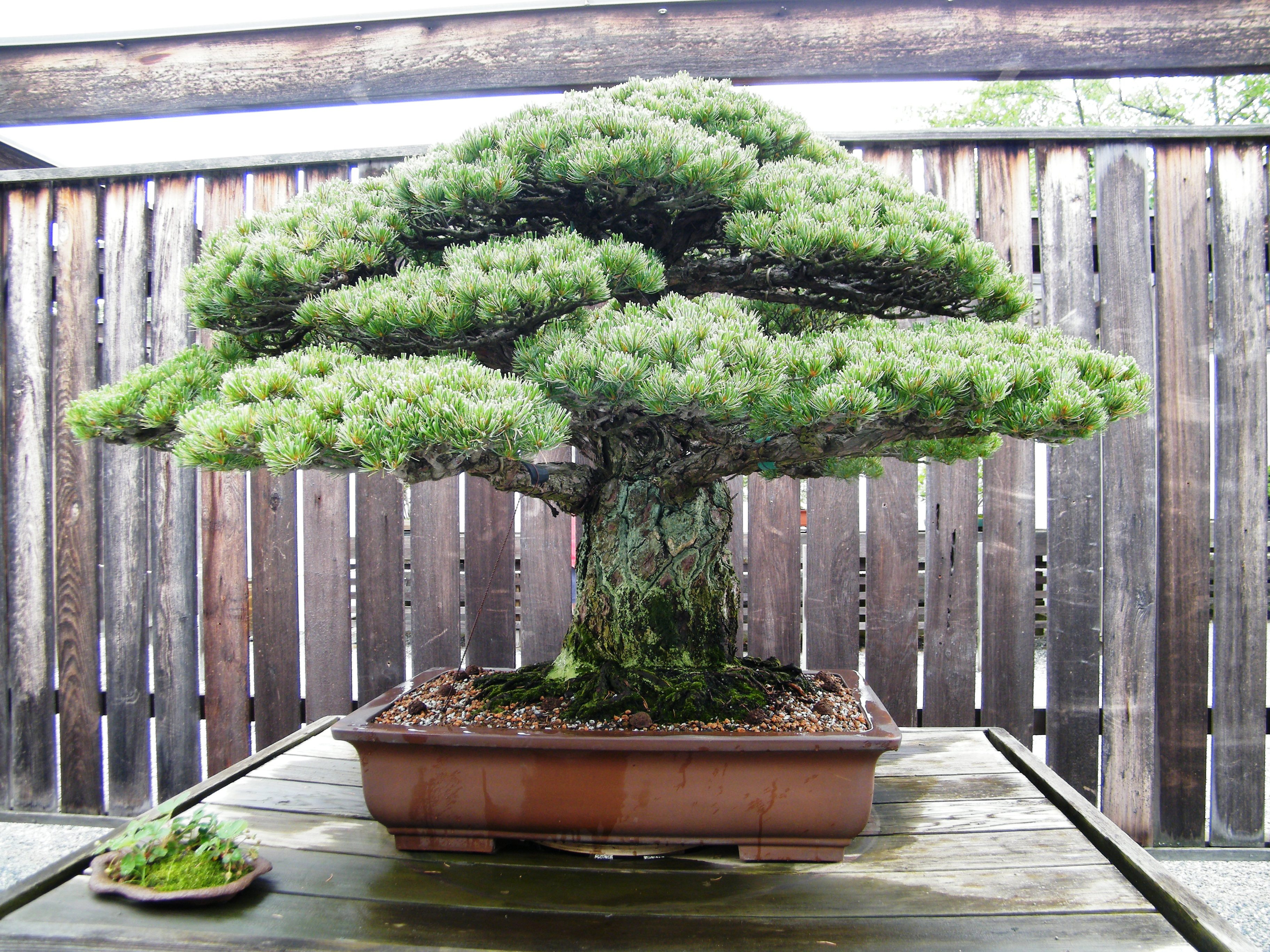
ヒロシマ・サバイバー

## 長崎市の現存リスト
長崎市では1998年（平成10年）より、原爆により被害を受けた建築物、橋梁、植物等の調査結果から、原爆の痕跡や爆心地からの距離などを踏まえてランク付けし、AからDまでの4ランクに分類している。2018年（平成30年）7月現在、長崎市内にはAランク29件、Bランク24件、Cランク13件、Dランク57件、合計123件が存在している。当項では著しく原爆の痕跡が認められるAランクの被爆建造物を列挙する。なお、被爆建造物には県内最大級の被爆した建物の三菱造船船型試験場や、市内で唯一残った庁舎の長崎県庁第3別館（旧長崎警察署）などは含まれない。
※以下のリストは長崎市「被爆建造物等ランク付け一覧表」（2012年1月時点）より作成。

### 建築物
| 被爆当時の名称 | 爆心地から の距離(km) | 管理者 | 備考         |
| -------------- | --------------------- | ------ | ------------ |
| 城山国民学校   | 0.5                   | 長崎市 | 国史跡に指定 |

### 工作物・橋梁
| 被爆当時の名称               | 爆心地から の距離(km) | 管理者   | 備考             |
| ---------------------------- | --------------------- | -------- | ---------------- |
| 浜口町・火の見櫓             | 0.3                   | 長崎市   |                  |
| 浦上天主堂・遺壁             | 0.5                   | 長崎市   | 平和公園に展示   |
| 浦上天主堂・鐘楼             | 0.5                   | 浦上教会 | 国史跡に指定     |
| 浦上天主堂・石垣             | 0.5                   | 浦上教会 |                  |
| 大橋橋・橋塔                 | 1.6                   | 長崎市   | 原爆資料館に展示 |
| 長崎医科大学・門柱           | 0.6                   | 長崎大学 | 国史跡に指定     |
| 山里国民学校・防空壕         | 0.7                   | 長崎市   | 平和公園に展示   |
| 山里国民学校・裏門門柱       | 0.7                   | 長崎市   |                  |
| 瓊浦中学校・貯水タンク       | 0.8                   | 長崎市   | 原爆資料館に展示 |
| 三菱製鋼所・鉄骨アングル     | 0.8                   | 長崎市   | 原爆資料館に展示 |
| 山王神社・二の鳥居           | 0.8                   | 山王神社 | 国史跡に指定     |
| 三菱製鋼所・事務所らせん階段 | 1.1                   | 長崎市   |                  |
| 淵国民学校・遺壁             | 1.2                   | 長崎市   |                  |
| 穴弘法奥の院・石仏           | 1.2                   | 霊泉寺   |                  |
| 銭座国民学校・階段           | 1.5                   | 長崎市   |                  |

### 植物

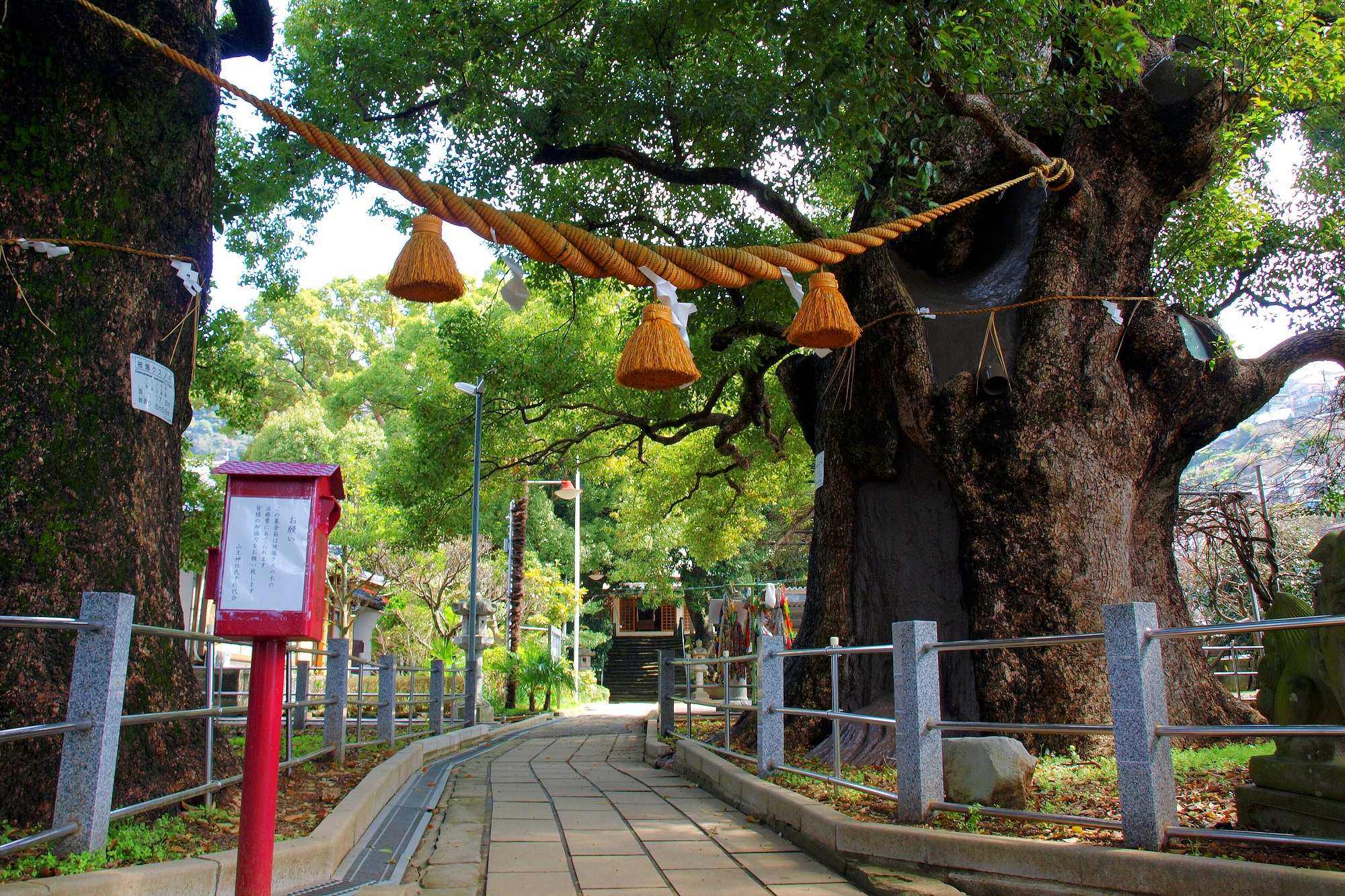
山王神社大クス

※個人所有のものは除く
| 被爆当時の名称                 | 爆心地から の距離(km) | 管理者             | 備考 |
| ------------------------------ | --------------------- | ------------------ | --- |
| 淵神社 クスノキ                | 1.8                   | 淵神社             | 幹回り 5.5 m 高さ 18 m |
| 城山国民学校・カラスザンショウ | 0.5                   | 長崎市             | 2016年1月の寒波で春に新芽が出ず、大部分が枯死状態と分かり、5月には幹を切断し新たな発芽を促す施術が行われたが、7月19日に完全に枯死していることが確認された。 |
| 山王神社・大クス               | 0.8                   | 山王神社           | |
| 原爆資料館・淀川ツツジ、五葉松 | 1.1                   | 長崎市             | |
| 浦上第一病院・タイサンボク     | 1.4                   | 聖フランシスコ病院 | |

- 山王神社大クス

### 補足
1. ↑  4.05km[4][5]。主要な工場は1990年代末。事務所棟は2011年に。煙突は2015年に解体されている。